# Petsch Moser
Petsch Moser (* 26. Januar 1960) ist ein ehemaliger Schweizer Freestyle-Skier. Er war auf die Buckelpisten-Disziplinen Moguls und Dual Moguls spezialisiert. Bei den ersten Weltmeisterschaften 1986 gewann er die Silbermedaille, im Weltcup gelangen ihm zwei Podestplätze.

## Biografie
Petsch Moser gab im Dezember 1985 sein Debüt im Freestyle-Skiing-Weltcup. Gleich bei seinem dritten Wettkampf in Lake Placid fuhr er als Dritter erstmals auf das Podest. Bei den allerersten Weltmeisterschaften in Tignes musste er sich nur dem Franzosen Éric Berthon geschlagen geben und feierte mit dem Gewinn der Silbermedaille den grössten Erfolg seiner Karriere. Seine besten Platzierungen in der Moguls-Disziplinenwertung erreichte er in den Wintern 1987/88 und 1988/89, als er jeweils Rang zehn belegte. Bei den Olympischen Spielen von Calgary, wo Freestyle-Skiing erstmals mit Demonstrationswettbewerben vertreten war, wurde er Siebenter.
Danach gelangen ihm nur vereinzelt Spitzenergebnisse, darunter vierte und fünfte Ränge. Nach zwei Klassierungen ausserhalb der Finalränge bei Weltmeisterschaften belegte er bei den Olympischen Spielen 1992 von Albertville, wo die Buckelpiste erstmals offiziell auf dem Programm stand, Rang 29. In den kommenden Jahren schaffte er einige wenige Top-10-Resultate, ehe er im Januar 1997 elf Jahre nach seinem ersten und bis dahin einzigen Podestplatz auf den Dual Moguls (Parallelbuckelpiste) in Blackcomb erneut Dritter wurde. Im März 1998 beendete er seine aktive Laufbahn im Leistungssport nach zwei Olympia- und sechs Weltmeisterschaftsteilnahmen sowie 13 Saisons im Weltcup.
Nach dem Karriereende war Petsch Moser zunächst als Trainer der österreichischen Moguls-Nationalmannschaft tätig. Im November 1999 wechselte er zu Swiss-Ski.

## Trivia
Die Wiener Indie-Band Petsch Moser benannte sich 1995 nach dem Schweizer – eigenen Angaben zufolge nach dessen ausdrücklicher Erlaubnis.

## Erfolge

### Olympische Spiele
- Calgary 1988: 7. Moguls (Demonstrationswettbewerb)
- Albertville 1992: 29. Moguls

### Weltmeisterschaften
- Tignes 1986: 2. Moguls
- Calgary 1988: 7. Moguls
- Oberjoch 1989: 50. Moguls
- Lake Placid 1991: 15. Moguls
- Altenmarkt-Zauchensee 1993: 34. Moguls
- La Clusaz 1995: 11. Moguls
- Nagano 1997: 29. Moguls

### Weltcupwertungen
| Saison  | Gesamt | Gesamt | Moguls | Moguls |
| Saison  | Platz  | Punkte | Platz  | Punkte |
| ------- | ------ | ------ | ------ | ------ |
| 1985/86 | 31.    | 17     | 11.    | 68     |
| 1986/87 | 52.    | 10     | 20.    | 68     |
| 1987/88 | 42.    | 14     | 10.    | 100    |
| 1988/89 | 31.    | 16     | 10.    | 115    |
| 1989/90 | 72.    | 6      | 28.    | 34     |
| 1990/91 | 94.    | 3      | 36.    | 22     |
| 1991/92 | 49.    | 11     | 17.    | 91     |
| 1992/93 | 71.    | 29     | 24.    | 260    |
| 1993/94 | 70.    | 24     | 28.    | 196    |
| 1994/95 | 90.    | 11     | 33.    | 76     |
| 1995/96 | 95.    | 9      | 39.    | 72     |
| 1996/97 | 107.   | 7      | 41.    | 28     |
| 1997/98 | 109.   | 3      | 47.    | 16     |

### Europacup
- 1 Sieg:

| Datum        | Ort     | Land    | Disziplin |
| ------------ | ------- | ------- | --------- |
| 9. März 1996 | Bruneck | Italien | Moguls    |